# Turós-Jakab László
Turós-Jakab László (Kolozsvár, 1959. január 1.—) erdélyi magyar építészmérnök, sportújságíró.

## Életútja, munkássága
Középiskoláit a kolozsvári Brassai Sámuel Líceumban végezte (1978), majd a Műszaki Főiskola építészeti karán szerzett mérnöki oklevelet (1984). 1984–85-ben építészmérnök Sepsiszentgyörgyön, 1985–90 között Kolozsváron és Aranyosgyéresen, különböző építőtelepi és irodai beosztásokban. 1990-től a Szabadság belső munkatársa, a sportrovat vezetője, 1993–99 között a szerkesztőbizottság tagja; közben 1992–93-ban a csíkszeredai Új Sport kolozsvári tudósítója. 1999-től a Monitorul de Cluj sportújságírója.
Első írásai 1981-ben az Igazság c. napilapban jelentek meg. Tudósításokat közölt még külső munkatársként a Romániai Magyar Szóban (1999. szeptember) és az Erdélyi Riport c. lapban (2002 decemberétől); majd az Új Magyar Szó sportrovatának társszerkesztője.